# Portal Tomb von Ballybrack
Das Portal Tomb von Ballybrack (irisch An Baile Breac) im Südosten von Dublin in Irland ist ein gut erhaltenes Portal Tomb. Es liegt in der Wohnbebauung; etwa 20,0 m von einer Straße, etwa einen Kilometer östlich der Dublin Bay bzw. der Irischen See. Die zwischen der Straße Cromlech Fields und der viel befahrenen Shanganagh Road gelegene Anlage ist auf der OS-Karte als „Dolmen“ markiert. Beim Bau der Häuser wurde eine kleine Ausgrabung durchgeführt um das Ausmaß der Anlage zu bestimmen. Es wurden aber keine Artefakte freigelegt.
Als Portal Tombs werden Megalithanlagen auf den Britischen Inseln bezeichnet, bei denen zwei gleich hohe, aufrecht stehende Steine mit einem Türstein dazwischen, die Vorderseite einer Kammer bilden, die mit einem zum Teil gewaltigen Deckstein bedeckt ist. Der 2,2 m lange, 2,05 m breite und 1,2 m dicke Deckstein aus Quarz hat ein Gewicht von etwa 40 Tonnen und eine fast gerade Unterseite. Die Portalsteine sind 1,55 m und 1,4 m hoch. Es gibt keinen Türstein und keinen Endstein. Der Zugang zur Kammer liegt im Osten.
In der Nähe liegt das Passage Tomb von Ballybrack. Im County Kerry liegt die Steinkiste von Ballybrack.